# Нобелевские премии по году вручения
Нобелевская премия (швед. Nobelpriset) — одна из наиболее престижных международных премий, присуждаемая за выдающиеся научные исследования, революционные изобретения или крупный вклад в культуру или развитие общества.
Нобелевские премии учреждены в соответствии с завещанием Альфреда Нобеля — шведского изобретателя динамита и химика.
В завещании Нобеля предусматривалось выделение средств на награды представителям только пяти направлений:
- литература (присуждается с 1901 года, в Швеции);
- физика (присуждается с 1901 года, в Швеции);
- химия (присуждается с 1901 года, в Швеции);
- физиология или медицина (присуждается с 1901 года, в Швеции);
- содействие установлению мира во всём мире (присуждается с 1901 года, в Норвегии).

Кроме того, вне связи с завещанием Нобеля, с 1969 года по инициативе Банка Швеции присуждаются также премия его имени по экономике. Она присуждается на тех же условиях, что и другие нобелевские премии. В дальнейшем правление Фонда Нобеля решило более не увеличивать количество номинаций.

## Лауреаты
| 1900-е | 1910-е | 1920-е | 1930-е | 1940-е | 1950-е | 1960-е | 1970-е | 1980-е | 1990-е | 2000-е | 2010-е | 2020-е |
| ------ | ------ | ------ | ------ | ------ | ------ | ------ | ------ | ------ | ------ | ------ | ------ | ------ |

### 1900-е годы
| Год  | Физика                                 | Химия                  | Физиология или медицина                 | Литература                      | Премия мира                     |
| ---- | -------------------------------------- | ---------------------- | --------------------------------------- | ------------------------------- | ------------------------------- |
| 1901 | Вильгельм Конрад Рентген               | Якоб Хендрик Вант-Гофф | Эмиль Адольф фон Беринг                 | Сюлли-Прюдом                    | Жан Анри Дюнан                  |
| 1901 | Вильгельм Конрад Рентген               | Якоб Хендрик Вант-Гофф | Эмиль Адольф фон Беринг                 | Сюлли-Прюдом                    | Фредерик Пасси                  |
| 1902 | Хендрик Антон Лоренц Питер Зееман      | Герман Эмиль Фишер     | Рональд Росс                            | Теодор Моммзен                  | Эли Дюкоммен                    |
| 1902 | Хендрик Антон Лоренц Питер Зееман      | Герман Эмиль Фишер     | Рональд Росс                            | Теодор Моммзен                  | Шарль Альбер Гоба               |
| 1903 | Антуан Анри Беккерель                  | Сванте Август Аррениус | Нильс Рюберг Финзен                     | Бьёрнстьерне Бьёрнсон           | Уильям Рандал Кример            |
| 1903 | Пьер Кюри Мария Склодовская-Кюри       | Сванте Август Аррениус | Нильс Рюберг Финзен                     | Бьёрнстьерне Бьёрнсон           | Уильям Рандал Кример            |
| 1904 | Джон Уильям Рэлей                      | Уильям Рамзай          | Иван Петрович Павлов                    | Фредерик Мистраль               | Институт международного права   |
| 1904 | Джон Уильям Рэлей                      | Уильям Рамзай          | Иван Петрович Павлов                    | Хосе Эчегерай-и-Эйсагирре       | Институт международного права   |
| 1905 | Филипп Эдуард Антон фон Ленард         | Адольф фон Байер       | Роберт Кох                              | Генрик Сенкевич                 | Берта фон Зутнер                |
| 1906 | Джозеф Джон Томсон                     | Анри Муассан           | Камилло Гольджи Сантьяго Рамон-и-Кахаль | Джозуэ Кардуччи                 | Теодор Рузвельт                 |
| 1907 | Альберт Абрахам Майкельсон             | Эдуард Бухнер          | Шарль Луи Альфонс Лаверан               | Джозеф Редьярд Киплинг          | Луи Рено Эрнесто Теодоро Монета |
| 1908 | Габриэль Липпман                       | Эрнест Резерфорд       | Илья Ильич Мечников, Пауль Эрлих        | Рудольф Кристоф Эйкен           | Клас Понтус Арнольдсон          |
| 1908 | Габриэль Липпман                       | Эрнест Резерфорд       | Илья Ильич Мечников, Пауль Эрлих        | Рудольф Кристоф Эйкен           | Фредрик Байер                   |
| 1909 | Гульельмо Маркони Карл Фердинанд Браун | Вильгельм Оствальд     | Эмиль Теодор Кохер                      | Сельма Отилиана Ловиза Лагерлёф | Огюст Беернар                   |
| 1909 | Гульельмо Маркони Карл Фердинанд Браун | Вильгельм Оствальд     | Эмиль Теодор Кохер                      | Сельма Отилиана Ловиза Лагерлёф | Поль Д’Эстурнель де Констан     |

### 1910-е годы
| Год  | Физика                                              | Химия                                        | Физиология или медицина              | Литература                            | Премия мира                           |
| ---- | --------------------------------------------------- | -------------------------------------------- | ------------------------------------ | ------------------------------------- | ------------------------------------- |
| 1910 | Ян Дидерик Ван-Дер-Ваальс                           | Отто Валлах                                  | Альбрехт Коссель                     | Пауль Йохан Людвиг фон Хейзе          | Международное бюро мира               |
| 1911 | Вильгельм Вин                                       | Мария Склодовская-Кюри                       | Альвар Гульстранд                    | Морис Метерлинк                       | Тобиас Ассер                          |
| 1911 | Вильгельм Вин                                       | Мария Склодовская-Кюри                       | Альвар Гульстранд                    | Морис Метерлинк                       | Альфред Герман Фрид                   |
| 1912 | Нильс Густав Дален                                  | Виктор Гриньяр                               | Алексис Каррель                      | Герхарт Иоханн Роберт Гауптман        | Элиу Рут                              |
| 1912 | Нильс Густав Дален                                  | Поль Сабатье                                 | Алексис Каррель                      | Герхарт Иоханн Роберт Гауптман        | Элиу Рут                              |
| 1913 | Хейке Камерлинг-Оннес                               | Альфред Вернер                               | Шарль Рише                           | Рабиндранат Тагор                     | Анри Лафонтен                         |
| 1914 | Макс фон Лауэ                                       | Теодор Уильям Ричардс (присуждена в 1915 г.) | Роберт Барани (присуждена в 1915 г.) | Премия не присуждалась.               | Премия не присуждалась.               |
| 1915 | Уильям Генри Брэгг Уильям Лоренс Брэгг              | Рихард Мартин Вильштеттер                    | Премия не присуждалась.              | Ромен Роллан (присуждена в 1916 г.)   | Премия не присуждалась.               |
| 1916 | Премия не присуждалась.                             | Премия не присуждалась.                      | Премия не присуждалась.              | Карл Густав Вернер фон Хейденстам     | Премия не присуждалась.               |
| 1917 | Чарлз Гловер Баркла (присуждена в 1918 г.)          | Премия не присуждалась.                      | Премия не присуждалась.              | Карл Адольф Гьеллеруп                 | Международный комитет Красного Креста |
| 1917 | Чарлз Гловер Баркла (присуждена в 1918 г.)          | Премия не присуждалась.                      | Премия не присуждалась.              | Хенрик Понтоппидан                    | Международный комитет Красного Креста |
| 1918 | Макс Карл Эрнст Людвиг Планк (присуждена в 1919 г.) | Фриц Габер (присуждена в 1919 г.)            | Премия не присуждалась.              | Премия не присуждалась.               | Премия не присуждалась.               |
| 1919 | Йоханнес Штарк                                      | Премия не присуждалась.                      | Жюль Борде (присуждена в 1920 г.)    | Карл Шпиттелер (присуждена в 1920 г.) | Томас Вудро Вильсон                   |

### 1920-е годы
| Год  | Физика                                                 | Химия                                         | Физиология или медицина                  | Литература                                | Премия мира                                  |
| ---- | ------------------------------------------------------ | --------------------------------------------- | ---------------------------------------- | ----------------------------------------- | -------------------------------------------- |
| 1920 | Шарль Эдуард Гийом                                     | Вальтер Герман Нернст (присуждена в 1921 г.)  | Август Крог                              | Кнут Гамсун                               | Леон Виктор Огюст Буржуа                     |
| 1921 | Альберт Эйнштейн (присуждена в 1922 г.)                | Фредерик Содди (присуждена в 1922 г.)         | Премия не присуждалась.                  | Анатоль Франс                             | Карл Яльмар Брантинг                         |
| 1921 | Альберт Эйнштейн (присуждена в 1922 г.)                | Фредерик Содди (присуждена в 1922 г.)         | Премия не присуждалась.                  | Анатоль Франс                             | Кристиан Ланге                               |
| 1922 | Нильс Бор                                              | Фрэнсис Уильям Астон                          | Арчибалд Хилл                            | Хасинто Бенавенте-и-Мартинес              | Фритьоф Нансен                               |
| 1922 | Нильс Бор                                              | Фрэнсис Уильям Астон                          | Отто Мейергоф (присуждена в 1923 г.)     | Хасинто Бенавенте-и-Мартинес              | Фритьоф Нансен                               |
| 1923 | Роберт Эндрюс Милликен                                 | Фриц Прегль                                   | Фредерик Бантинг, Джон Маклеод           | Уильям Батлер Йейтс                       | Премия не присуждалась.                      |
| 1924 | Манне Сигбан (присуждена в 1925 г.)                    | Премия не присуждалась.                       | Виллем Эйнтховен                         | Владислав Станислав Реймонт               | Премия не присуждалась.                      |
| 1925 | Джеймс Франк Густав Людвиг Герц (присуждена в 1926 г.) | Рихард Адольф Зигмонди (присуждена в 1926 г.) | Премия не присуждалась.                  | Джордж Бернард Шоу (присуждена в 1926 г.) | Джозеф Остин Чемберлен                       |
| 1925 | Джеймс Франк Густав Людвиг Герц (присуждена в 1926 г.) | Рихард Адольф Зигмонди (присуждена в 1926 г.) | Премия не присуждалась.                  | Джордж Бернард Шоу (присуждена в 1926 г.) | Чарлз Гейтс Дауэс                            |
| 1926 | Жан Батист Перрен                                      | Теодор Сведберг                               | Йоханнес Фибигер (присуждена в 1927 г.)> | Грация Деледда (присуждена в 1927 г.)     | Аристид Бриан Густав Штреземан               |
| 1927 | Артур Холли Комптон                                    | Генрих Отто Виланд (присуждена в 1928 г.)     | Юлиус Вагнер-Яурегг                      | Анри Бергсон (присуждена в 1928 г.)       | Фердинанд Эдуард Бюиссон                     |
| 1927 | Чарлз Томсон Риз Вильсон                               | Генрих Отто Виланд (присуждена в 1928 г.)     | Юлиус Вагнер-Яурегг                      | Анри Бергсон (присуждена в 1928 г.)       | Людвиг Квидде                                |
| 1928 | Оуэн Уилланс Ричардсон (присуждена в 1929 г.)          | Адольф Отто Рейнгольд Виндаус                 | Шарль Николь                             | Сигрид Унсет                              | Премия не присуждалась.                      |
| 1929 | Луи де Бройль                                          | Артур Гарден Ханс фон Эйлер-Хельпин           | Христиан Эйкман                          | Томас Манн                                | Фрэнк Биллингс Келлог (присуждена в 1930 г.) |
| 1929 | Луи де Бройль                                          | Артур Гарден Ханс фон Эйлер-Хельпин           | Фредерик Гоуленд Хопкинс                 | Томас Манн                                | Фрэнк Биллингс Келлог (присуждена в 1930 г.) |

### 1930-е годы
| Год  | Физика                                        | Химия                               | Физиология или медицина                     | Литература                       | Премия мира                                              |
| ---- | --------------------------------------------- | ----------------------------------- | ------------------------------------------- | -------------------------------- | -------------------------------------------------------- |
| 1930 | Чандрасекара Венката Раман                    | Ханс Фишер                          | Карл Ландштейнер                            | Синклер Льюис                    | Натан Сёдерблюм                                          |
| 1931 | Премия не присуждалась.                       | Карл Бош Фридрих Бергиус            | Отто Генрих Варбург                         | Эрик Аксель Карлфельдт Посмертно | Джейн Аддамс                                             |
| 1931 | Премия не присуждалась.                       | Карл Бош Фридрих Бергиус            | Отто Генрих Варбург                         | Эрик Аксель Карлфельдт Посмертно | Николас Мюррей Батлер                                    |
| 1932 | Вернер Карл Гейзенберг (присуждена в 1933 г.) | Ирвинг Ленгмюр                      | Чарлз Скотт Шеррингтон, Эдгар Дуглас Эдриан | Джон Голсуорси                   | Премия не присуждалась.                                  |
| 1933 | Эрвин Шрёдингер Поль Адриен Морис Дирак       | Премия не присуждалась.             | Томас Хант Морган                           | Иван Бунин                       | Норман Эйнджелл                                          |
| 1934 | Премия не присуждалась.                       | Гарольд Клейтон Юри                 | Джордж Уипл, Джордж Майнот, Уильям Мерфи    | Луиджи Пиранделло                | Артур Хендерсон                                          |
| 1935 | Джеймс Чедвик                                 | Фредерик Жолио-Кюри Ирен Жолио-Кюри | Ханс Шпеман                                 | Премия не присуждалась.          | Карл фон Осецкий (присуждена в 1936 г.)                  |
| 1936 | Виктор Франц Гесс                             | Петер Йозеф Вильгельм Дебай         | Генри Дейл, Отто Лёви                       | Юджин О’Нил                      | Карлос Сааведра Ламас                                    |
| 1936 | Карл Дэвид Андерсон                           | Петер Йозеф Вильгельм Дебай         | Генри Дейл, Отто Лёви                       | Юджин О’Нил                      | Карлос Сааведра Ламас                                    |
| 1937 | Клинтон Джозеф Дэвиссон Джордж Томсон         | Уолтер Норман Хоуорс                | Альберт Сент-Дьёрди                         | Роже Мартен дю Гар               | Роберт Сесил                                             |
| 1937 | Клинтон Джозеф Дэвиссон Джордж Томсон         | Пауль Каррер                        | Альберт Сент-Дьёрди                         | Роже Мартен дю Гар               | Роберт Сесил                                             |
| 1938 | Энрико Ферми                                  | Рихард Кун (присуждена в 1939 г.)   | Корней Хейманс (присуждена в 1939 г.)       | Перл Бак                         | Нансеновская международная организация по делам беженцев |
| 1939 | Эрнест Орландо Лоуренс                        | Адольф Фридрих Иоганн Бутенандт     | Герхард Домагк                              | Франс Эмиль Силланпяя            | Премия не присуждалась.                                  |
| 1939 | Эрнест Орландо Лоуренс                        | Леопольд Ружичка                    | Герхард Домагк                              | Франс Эмиль Силланпяя            | Премия не присуждалась.                                  |

1. ↑  Карл фон Осецкий в момент присуждения ему Нобелевской премии находился под арестом[28].
2. 1 2 3  Власти нацистской Германии запретили Рихарду Куну[32], Герхарду Домагку[33] и Адольфу Бутенандту получение Нобелевской премии. Позже они получили диплом и медаль лауреата, но не денежную часть приза[28].

### 1940-е годы
| Год  | Физика                            | Химия                                      | Физиология или медицина                                   | Литература                            | Премия мира                                                                                        |
| ---- | --------------------------------- | ------------------------------------------ | --------------------------------------------------------- | ------------------------------------- | -------------------------------------------------------------------------------------------------- |
| 1940 | Премия не присуждалась.           | Премия не присуждалась.                    | Премия не присуждалась.                                   | Премия не присуждалась.               | Премия не присуждалась.                                                                            |
| 1941 | Премия не присуждалась.           | Премия не присуждалась.                    | Премия не присуждалась.                                   | Премия не присуждалась.               | Премия не присуждалась.                                                                            |
| 1942 | Премия не присуждалась.           | Премия не присуждалась.                    | Премия не присуждалась.                                   | Премия не присуждалась.               | Премия не присуждалась.                                                                            |
| 1943 | Отто Штерн (присуждена в 1944 г.) | Дьёрдь де Хевеши (присуждена в 1944 г.)    | Хенрик Карл Петер Дам                                     | Премия не присуждалась.               | Премия не присуждалась.                                                                            |
| 1943 | Отто Штерн (присуждена в 1944 г.) | Дьёрдь де Хевеши (присуждена в 1944 г.)    | Эдуард Адальберт Дойзи (присуждена в 1944 г.)             | Премия не присуждалась.               | Премия не присуждалась.                                                                            |
| 1944 | Исидор Айзек Раби                 | Отто Ган (присуждена в 1945 г.)            | Джозеф Эрлангер, Герберт Спенсер Гассер                   | Йоханнес Вильгельм Йенсен             | Международный комитет Красного Креста (присуждена в 1945 г.)                                       |
| 1945 | Вольфганг Паули                   | Арттури Илмари Виртанен                    | Александер Флеминг, Эрнст Борис Чейн, Хоуард Уолтер Флори | Габриела Мистраль                     | Корделл Халл                                                                                       |
| 1946 | Перси Уильямс Бриджмен            | Джеймс Самнер                              | Герман Джозеф Мёллер                                      | Герман Гессе                          | Эмили Грин Болч                                                                                    |
| 1946 | Перси Уильямс Бриджмен            | Джон Говард Нортроп Уэнделл Мередит Стэнли | Герман Джозеф Мёллер                                      | Герман Гессе                          | Джон Рэлей Мотт                                                                                    |
| 1947 | Эдуард Виктор Эплтон              | Роберт Робинсон                            | Карл Фердинанд Кори, Герти Тереза Кори                    | Андре Жид                             | Совет Друзей на службе обществу (Квакеры) Американский комитет Друзей на службе обществу (Квакеры) |
| 1947 | Эдуард Виктор Эплтон              | Роберт Робинсон                            | Бернардо Альберто Усай                                    | Андре Жид                             | Совет Друзей на службе обществу (Квакеры) Американский комитет Друзей на службе обществу (Квакеры) |
| 1948 | Патрик Мейнард Стюарт Блэкетт     | Арне Тиселиус                              | Пауль Герман Мюллер                                       | Томас Стернз Элиот                    | Премия не присуждалась.                                                                            |
| 1949 | Хидэки Юкава                      | Уильям Джиок                               | Вальтер Гесс                                              | Уильям Фолкнер (присуждена в 1950 г.) | Джон Бойд Орр                                                                                      |
| 1949 | Хидэки Юкава                      | Уильям Джиок                               | Эгаш Мониш                                                | Уильям Фолкнер (присуждена в 1950 г.) | Джон Бойд Орр                                                                                      |

### 1950-е годы
| Год  | Физика                                                                | Химия                                                   | Физиология или медицина                         | Литература              | Премия мира                                       |
| ---- | --------------------------------------------------------------------- | ------------------------------------------------------- | ----------------------------------------------- | ----------------------- | ------------------------------------------------- |
| 1950 | Сесил Фрэнк Пауэлл                                                    | Отто Поль Херманн Дильс Курт Альдер                     | Эдуард Кендалл, Тадеуш Рейхштейн, Филип Хенч    | Бертран Рассел          | Ральф Банч                                        |
| 1951 | Джон Дуглас Кокрофт Эрнест Томас Синтон Уолтон                        | Эдвин Маттисон Макмиллан Гленн Теодор Сиборг            | Макс Тейлер                                     | Пер Лагерквист          | Леон Жуо                                          |
| 1952 | Феликс Блох Эдвард Миллс Парселл                                      | Арчер Джон Портер Мартин Ричард Лоуренс Миллингтон Синг | Зельман Ваксман                                 | Франсуа Мориак          | Альберт Швейцер                                   |
| 1953 | Фриц Цернике                                                          | Герман Штаудингер                                       | Ханс Адольф Кребс                               | Уинстон Черчилль        | Джордж Маршалл                                    |
| 1953 | Фриц Цернике                                                          | Герман Штаудингер                                       | Фриц Альберт Липман                             | Уинстон Черчилль        | Джордж Маршалл                                    |
| 1954 | Макс Борн                                                             | Лайнус Карл Полинг                                      | Джон Эндерс, Томас Уэллер, Фредерик Роббинс     | Эрнест Миллер Хемингуэй | Служба верховного комиссара ООН по делам беженцев |
| 1954 | Вальтер Боте                                                          | Лайнус Карл Полинг                                      | Джон Эндерс, Томас Уэллер, Фредерик Роббинс     | Эрнест Миллер Хемингуэй | Служба верховного комиссара ООН по делам беженцев |
| 1955 | Уиллис Юджин Лэмб                                                     | Винсент дю Виньо                                        | Хуго Теорелль                                   | Халлдор Кильян Лакснесс | Премия не присуждалась.                           |
| 1955 | Поликарп Куш                                                          | Винсент дю Виньо                                        | Хуго Теорелль                                   | Халлдор Кильян Лакснесс | Премия не присуждалась.                           |
| 1956 | Уильям Брэдфорд Шокли Джон Бардин Уолтер Хаузер Браттейн              | Сирил Норман Хиншелвуд Николай Николаевич Семёнов       | Андре Курнан, Вернер Форсман, Диккинсон Ричардс | Хуан Рамон Хименес      | Премия не присуждалась.                           |
| 1957 | Янг Чжэньнин Ли Чжэндао                                               | Александер Тодд                                         | Даниеле Бове                                    | Альбер Камю             | Лестер Боулс Пирсон                               |
| 1958 | Павел Алексеевич Черенков Илья Михайлович Франк Игорь Евгеньевич Тамм | Фредерик Сенгер                                         | Джордж Бидл, Эдуард Тейтем                      | Борис Пастернак         | Жорж Пир                                          |
| 1958 | Павел Алексеевич Черенков Илья Михайлович Франк Игорь Евгеньевич Тамм | Фредерик Сенгер                                         | Джошуа Ледерберг                                | Борис Пастернак         | Жорж Пир                                          |
| 1959 | Эмилио Джино Сегре Оуэн Чемберлен                                     | Ярослав Гейровский                                      | Северо Очоа, Артур Корнберг                     | Сальваторе Квазимодо    | Филип Ноэль-Бейкер                                |

1. ↑  Борис Пастернак под давлением властей СССР вынужден был отказаться от Нобелевской премии. В 1989 году диплом и медаль лауреата были вручены его сыну[28][41].

### 1960-е годы
| Год  | Физика                                                                   | Химия                                       | Физиология или медицина                            | Литература                         | Премия мира                           | Экономика                |
| ---- | ------------------------------------------------------------------------ | ------------------------------------------- | -------------------------------------------------- | ---------------------------------- | ------------------------------------- | ------------------------ |
| 1960 | Дональд Артур Глазер                                                     | Уиллард Франк Либби                         | Макфарлейн Бёрнет, Питер Брайан Медавар            | Сен-Жон Перс                       | Альберт Джон Лутули                   |                          |
| 1961 | Роберт Хофштадтер                                                        | Мелвин Кальвин                              | Дьёрдь фон Бекеши                                  | Иво Андрич                         | Даг Хаммаршельд Посмертно             |                          |
| 1961 | Рудольф Людвиг Мёссбауэр                                                 | Мелвин Кальвин                              | Дьёрдь фон Бекеши                                  | Иво Андрич                         | Даг Хаммаршельд Посмертно             |                          |
| 1962 | Лев Давидович Ландау                                                     | Макс Фердинанд Перуц Джон Кодери Кендрю     | Фрэнсис Крик, Джеймс Уотсон, Морис Уилкинс         | Джон Стейнбек                      | Лайнус Карл Полинг                    |                          |
| 1963 | Юджин Пол Вигнер                                                         | Карл Циглер Джулио Натта                    | Джон Эклс, Алан Ходжкин, Эндрю Филдинг Хаксли      | Йоргос Сеферис                     | Международный комитет Красного Креста |                          |
| 1963 | Мария Гёпперт-Майер Ханс Йенсен                                          | Карл Циглер Джулио Натта                    | Джон Эклс, Алан Ходжкин, Эндрю Филдинг Хаксли      | Йоргос Сеферис                     | Лига обществ Красного Креста          |                          |
| 1964 | Чарлз Хард Таунс Николай Геннадиевич Басов Александр Михайлович Прохоров | Дороти Кроуфут Ходжкин                      | Конрад Блох, Феодор Линен                          | Жан-Поль Сартр отказался от премии | Мартин Лютер Кинг                     |                          |
| 1965 | Синъитиро Томонага Джулиан Швингер Ричард Филлипс Фейнман                | Роберт Бёрнс Вудворд                        | Франсуа Жакоб, Андре Львов, Жак Моно               | Михаил Шолохов                     | Детский фонд ООН (ЮНИСЕФ)             |                          |
| 1966 | Альфред Кастлер                                                          | Роберт Сандерсон Малликен                   | Фрэнсис Пейтон Роус                                | Шмуэль Йосеф Агнон                 | Премия не присуждалась.               |                          |
| 1966 | Альфред Кастлер                                                          | Роберт Сандерсон Малликен                   | Чарлз Брентон Хаггинс                              | Нелли Закс                         | Премия не присуждалась.               |                          |
| 1967 | Ханс Бете                                                                | Манфред Эйген                               | Рагнар Гранит, Холден Хартлайн, Джордж Уолд        | Мигель Анхель Астуриас             | Премия не присуждалась.               |                          |
| 1967 | Ханс Бете                                                                | Рональд Джордж Рейфорд Норриш Джордж Портер | Рагнар Гранит, Холден Хартлайн, Джордж Уолд        | Мигель Анхель Астуриас             | Премия не присуждалась.               |                          |
| 1968 | Луис Уолтер Альварес                                                     | Ларс Онсагер                                | Роберт Холли, Хар Гобинд Корана, Маршалл Ниренберг | Ясунари Кавабата                   | Рене Кассен                           |                          |
| 1969 | Мюррей Гелл-Манн                                                         | Дерек Харолд Ричард Бартон Одд Хассель      | Макс Дельбрюк, Алфред Херши, Сальвадор Лурия       | Сэмюэль Беккет                     | Международная организация труда       | Рагнар Фриш Ян Тинберген |

1. ↑  Жан-Поль Сартр отказался от Нобелевской премии, заявив о своём нежелании быть чем-либо обязанным какому-либо социальному институту и поставить под сомнение свою независимость[28][44].

### 1970-е годы
| Год  | Физика                                                  | Химия                             | Физиология или медицина                         | Литература           | Премия мира                    | Экономика                          |
| ---- | ------------------------------------------------------- | --------------------------------- | ----------------------------------------------- | -------------------- | ------------------------------ | ---------------------------------- |
| 1970 | Ханнес Альвен                                           | Луис Федерико Лелуар              | Бернард Кац, Ульф фон Эйлер, Джулиус Аксельрод  | Александр Солженицын | Норман Эрнест Борлоуг          | Пол Энтони Самуэльсон              |
| 1970 | Луи Эжен Феликс Неель                                   | Луис Федерико Лелуар              | Бернард Кац, Ульф фон Эйлер, Джулиус Аксельрод  | Александр Солженицын | Норман Эрнест Борлоуг          | Пол Энтони Самуэльсон              |
| 1971 | Деннис Габор                                            | Герхард Херцберг                  | Эрл Сазерленд                                   | Пабло Неруда         | Вилли Брандт                   | Саймон Кузнец                      |
| 1972 | Джон Бардин Леон Нил Купер Джон Роберт Шриффер          | Кристиан Бемер Анфинсен           | Джералд Эдельман, Родни Портер                  | Генрих Бёлль         | Премия не присуждалась.        | Джон Ричард Хикс Кеннет Эрроу      |
| 1972 | Джон Бардин Леон Нил Купер Джон Роберт Шриффер          | Станфорд Мур Уильям Хоуард Стайн  | Джералд Эдельман, Родни Портер                  | Генрих Бёлль         | Премия не присуждалась.        | Джон Ричард Хикс Кеннет Эрроу      |
| 1973 | Брайан Дэвид Джозефсон                                  | Эрнст Отто Фишер Джефри Уилкинсон | Карл фон Фриш, Конрад Лоренц, Николас Тинберген | Патрик Уайт          | Генри Киссинджер               | Василий Леонтьев                   |
| 1973 | Лео Эсаки Айвар Джайевер                                | Эрнст Отто Фишер Джефри Уилкинсон | Карл фон Фриш, Конрад Лоренц, Николас Тинберген | Патрик Уайт          | Ле Дык Тхо отказался от премии | Василий Леонтьев                   |
| 1974 | Мартин Райл Энтони Хьюиш                                | Пол Джон Флори                    | Альбер Клод, Кристиан де Дюв, Джордж Паладе     | Эйвинд Юнсон         | Шон Макбрайд                   | Гуннар Мюрдаль Фридрих фон Хайек   |
| 1974 | Мартин Райл Энтони Хьюиш                                | Пол Джон Флори                    | Альбер Клод, Кристиан де Дюв, Джордж Паладе     | Харри Мартинсон      | Эйсаку Сато                    | Гуннар Мюрдаль Фридрих фон Хайек   |
| 1975 | Оге Нильс Бор Бен Рой Моттельсон Лео Джеймс Рейнуотер   | Джон Уоркап Корнфорт              | Дейвид Балтимор, Ренато Дульбекко, Хоуард Темин | Эудженио Монтале     | Андрей Дмитриевич Сахаров      | Леонид Канторович Тьяллинг Купманс |
| 1975 | Оге Нильс Бор Бен Рой Моттельсон Лео Джеймс Рейнуотер   | Владимир Прелог                   | Дейвид Балтимор, Ренато Дульбекко, Хоуард Темин | Эудженио Монтале     | Андрей Дмитриевич Сахаров      | Леонид Канторович Тьяллинг Купманс |
| 1976 | Бертон Рихтер Сэмюэл Тинг                               | Уильям Нанн Липскомб              | Барух Бламберг, Карлтон Гайдузек                | Сол Беллоу           | Бетти Уильямс Мейрид Корриган  | Милтон Фридман                     |
| 1977 | Филип Уоррен Андерсон Невилл Франсис Мотт Джон Ван Флек | Илья Пригожин                     | Роже Гиймен, Эндрю Шалли                        | Висенте Алейксандре  | Международная амнистия         | Бертиль Олин Джеймс Мид            |
| 1977 | Филип Уоррен Андерсон Невилл Франсис Мотт Джон Ван Флек | Илья Пригожин                     | Розалин Сасмен Ялоу                             | Висенте Алейксандре  | Международная амнистия         | Бертиль Олин Джеймс Мид            |
| 1978 | Пётр Леонидович Капица                                  | Питер Деннис Митчелл              | Вернер Арбер, Даниел Натанс, Хамилтон Смит      | Исаак Башевис-Зингер | Анвар Садат Менахем Бегин      | Герберт Саймон                     |
| 1978 | Арно Аллан Пензиас Роберт Вудро Уилсон                  | Питер Деннис Митчелл              | Вернер Арбер, Даниел Натанс, Хамилтон Смит      | Исаак Башевис-Зингер | Анвар Садат Менахем Бегин      | Герберт Саймон                     |
| 1979 | Шелдон Ли Глэшоу Абдус Салам Стивен Вайнберг            | Герберт Чарлз Браун Георг Виттиг  | Аллан Кормак, Годфри Хаунсфилд                  | Одисеас Элитис       | Мать Тереза                    | Теодор Шульц Артур Льюис           |

1. ↑  Ле Дык Тхо отказался от Нобелевской премии, так как Парижское соглашение, за которое он был удостоен Нобелевской премии, не положило конец Вьетнамской войне[28][45].

### 1980-е годы
| Год  | Физика                                      | Химия                                             | Физиология или медицина                       | Литература             | Премия мира                                             | Экономика        |
| ---- | ------------------------------------------- | ------------------------------------------------- | --------------------------------------------- | ---------------------- | ------------------------------------------------------- | ---------------- |
| 1980 | Джеймс Уотсон Кронин Вал Логсдон Фитч       | Пол Берг                                          | Барух Бенасерраф, Жан Доссе, Джордж Снелл     | Чеслав Милош           | Адольфо Перес Эскивель                                  | Лоуренс Клейн    |
| 1980 | Джеймс Уотсон Кронин Вал Логсдон Фитч       | Уолтер Гилберт Фредерик Сенгер                    | Барух Бенасерраф, Жан Доссе, Джордж Снелл     | Чеслав Милош           | Адольфо Перес Эскивель                                  | Лоуренс Клейн    |
| 1981 | Николас Бломберген Артур Леонард Шавлов     | Кэнъити Фукуи Роалд Хоффман                       | Роджер Сперри                                 | Элиас Канетти          | Управление Верховного комиссара ООН по делам беженцев   | Джеймс Тобин     |
| 1981 | Кай Сигбан                                  | Кэнъити Фукуи Роалд Хоффман                       | Дэвид Хьюбел, Торстен Визел                   | Элиас Канетти          | Управление Верховного комиссара ООН по делам беженцев   | Джеймс Тобин     |
| 1982 | Кеннет Вильсон                              | Аарон Клуг                                        | Суне Бергстрём, Бенгт Самуэльсон, Джон Вейн   | Габриэль Гарсиа Маркес | Альва Мюрдаль Альфонсо Гарсия Роблес                    | Джордж Стиглер   |
| 1983 | Субраманьян Чандрасекар                     | Генри Таубе                                       | Барбара Мак-Клинток                           | Уильям Голдинг         | Лех Валенса                                             | Жерар Дебрё      |
| 1983 | Уильям Альфред Фаулер                       | Генри Таубе                                       | Барбара Мак-Клинток                           | Уильям Голдинг         | Лех Валенса                                             | Жерар Дебрё      |
| 1984 | Карло Руббиа Симон ван дер Мер              | Роберт Брюс Меррифилд                             | Нильс Ерне, Георг Кёлер, Сесар Мильштейн      | Ярослав Сейферт        | Десмонд Мпило Туту                                      | Ричард Стоун     |
| 1985 | Клаус фон Клитцинг                          | Херберт Аарон Хауптман Джером Карле               | Майкл Браун, Джозеф Голдштейн                 | Клод Симон             | Бернард Лаун Врачи мира за предотвращение ядерной войны | Франко Модильяни |
| 1986 | Эрнст Руска                                 | Дадли Роберт Хершбах Ли Юаньчжэ Джон Чарлз Полани | Стэнли Коэн, Рита Леви-Монтальчини            | Воле Шойинка           | Эли Визель                                              | Джеймс Бьюкенен  |
| 1986 | Герд Бинниг Генрих Рорер                    | Дадли Роберт Хершбах Ли Юаньчжэ Джон Чарлз Полани | Стэнли Коэн, Рита Леви-Монтальчини            | Воле Шойинка           | Эли Визель                                              | Джеймс Бьюкенен  |
| 1987 | Георг Беднорц Карл Мюллер                   | Доналд Джеймс Крам Жан Мари Лен Чарлз Педерсен    | Судзуми Тонегава                              | Иосиф Бродский         | Оскар Ариас Санчес                                      | Роберт Солоу     |
| 1988 | Леон Ледерман Мелвин Шварц Джек Стейнбергер | Иоганн Дайзенхофер Роберт Хубер Хартмут Михель    | Джеймс Блэк, Гертруда Элайон, Джордж Хитчингс | Нагиб Махфуз           | Миротворческие силы ООН                                 | Морис Алле       |
| 1989 | Норман Рамзей                               | Сидни Олтмен Томас Роберт Чек                     | Джон Майкл Бишоп, Харолд Вармус               | Камило Хосе Села       | 14-й Далай-лама (Тензин Гьяцо)                          | Трюгве Ховельмо  |
| 1989 | Ханс Демельт Вольфганг Пауль                | Сидни Олтмен Томас Роберт Чек                     | Джон Майкл Бишоп, Харолд Вармус               | Камило Хосе Села       | 14-й Далай-лама (Тензин Гьяцо)                          | Трюгве Ховельмо  |

### 1990-е годы
| Год  | Физика                                      | Химия                                     | Физиология или медицина                               | Литература         | Премия мира                                                            | Экономика                                |
| ---- | ------------------------------------------- | ----------------------------------------- | ----------------------------------------------------- | ------------------ | ---------------------------------------------------------------------- | ---------------------------------------- |
| 1990 | Джером Фридман Генри Кендалл Ричард Тейлор  | Элайас Джеймс Кори                        | Джозеф Мюррей Эдуард Донналл Томас                    | Октавио Пас        | Михаил Сергеевич Горбачёв                                              | Гарри Марковиц Мертон Миллер Уильям Шарп |
| 1991 | Пьер Жиль де Жен                            | Рихард Эрнст                              | Эрвин Неэр, Берт Закман                               | Надин Гордимер     | Аун Сан Су Чжи                                                         | Рональд Коуз                             |
| 1992 | Жорж Шарпак                                 | Рудольф Маркус                            | Эдмонд Фишер, Эдвин Кребс                             | Дерек Уолкотт      | Ригоберта Менчу                                                        | Гэри Беккер                              |
| 1993 | Рассел Халс Джозеф Тейлор мл.               | Кэри Муллис                               | Ричард Робертс, Филлип Шарп                           | Тони Моррисон      | Нельсон Мандела Фредерик Виллем де Клерк                               | Роберт Фогель Дуглас Норт                |
| 1993 | Рассел Халс Джозеф Тейлор мл.               | Майкл Смит                                | Ричард Робертс, Филлип Шарп                           | Тони Моррисон      | Нельсон Мандела Фредерик Виллем де Клерк                               | Роберт Фогель Дуглас Норт                |
| 1994 | Бертрам Брокхауз                            | Джордж Олах                               | Альфред Гилман, Мартин Родбелл                        | Кэндзабуро Оэ      | Ясир Арафат Шимон Перес Ицхак Рабин                                    | Джон Харсаньи Джон Нэш Райнхард Зелтен   |
| 1994 | Клиффорд Шалл                               | Джордж Олах                               | Альфред Гилман, Мартин Родбелл                        | Кэндзабуро Оэ      | Ясир Арафат Шимон Перес Ицхак Рабин                                    | Джон Харсаньи Джон Нэш Райнхард Зелтен   |
| 1995 | Мартин Перл                                 | Пауль Крутцен Марио Молина Шервуд Роуланд | Эдвард Льюис, Кристиана Нюсляйн-Фольхард, Эрик Вишаус | Шеймас Хини        | Джозеф Ротблат Пагуошские конференции по науке и глобальным проблемам  | Роберт Лукас                             |
| 1995 | Фредерик Рейнс                              | Пауль Крутцен Марио Молина Шервуд Роуланд | Эдвард Льюис, Кристиана Нюсляйн-Фольхард, Эрик Вишаус | Шеймас Хини        | Джозеф Ротблат Пагуошские конференции по науке и глобальным проблемам  | Роберт Лукас                             |
| 1996 | Дэвид Ли Дуглас Ошеров Роберт Ричардсон     | Роберт Кёрл Харолд Крото Ричард Смелли    | Питер Дохерти, Рольф Цинкернагель                     | Вислава Шимборская | Карлуш Белу Жозе Рамуш-Орта                                            | Джеймс Миррлис Уильям Викри              |
| 1997 | Стивен Чу Клод Коэн-Таннуджи Уильям Филлипс | Пол Бойер Джон Уокер                      | Стенли Прузинер                                       | Дарио Фо           | Джоди Уильямс Международное движение за запрещение противопехотных мин | Роберт К. Мертон Майрон Шоулз            |
| 1997 | Стивен Чу Клод Коэн-Таннуджи Уильям Филлипс | Йенс Скоу                                 | Стенли Прузинер                                       | Дарио Фо           | Джоди Уильямс Международное движение за запрещение противопехотных мин | Роберт К. Мертон Майрон Шоулз            |
| 1998 | Роберт Лафлин Хорст Штермер Дэниел Цуи      | Вальтер Кон                               | Роберт Ферчготт, Луис Игнарро, Ферид Мурад            | Жозе Сарамагу      | Джон Хьюм Дэвид Тримбл                                                 | Амартия Сен                              |
| 1998 | Роберт Лафлин Хорст Штермер Дэниел Цуи      | Джон Попл                                 | Роберт Ферчготт, Луис Игнарро, Ферид Мурад            | Жозе Сарамагу      | Джон Хьюм Дэвид Тримбл                                                 | Амартия Сен                              |
| 1999 | Герард 'т Хоофт Мартин Вельтман             | Ахмед Зевейл                              | Гюнтер Блобел                                         | Гюнтер Грасс       | «Врачи без границ»                                                     | Роберт Манделл                           |

1. ↑  Аун Сан Су Чжи в момент присуждения ей Нобелевской премии находилась под арестом[28].

### 2000-е годы
| Год  | Физика                                                                | Химия                                         | Физиология или медицина                                   | Литература        | Премия мира                 | Экономика                                   |
| ---- | --------------------------------------------------------------------- | --------------------------------------------- | --------------------------------------------------------- | ----------------- | --------------------------- | ------------------------------------------- |
| 2000 | Жорес Иванович Алфёров Герберт Крёмер                                 | Алан Хигер Алан Мак-Диармид Хидэки Сиракава   | Арвид Карлссон, Пол Грингард, Эрик Кэндел                 | Гао Синцзянь      | Ким Дэ Чжун                 | Джеймс Хекман Дэниел Макфадден              |
| 2000 | Джек Килби                                                            | Алан Хигер Алан Мак-Диармид Хидэки Сиракава   | Арвид Карлссон, Пол Грингард, Эрик Кэндел                 | Гао Синцзянь      | Ким Дэ Чжун                 | Джеймс Хекман Дэниел Макфадден              |
| 2001 | Эрик Корнелл Вольфганг Кеттерле Карл Виман                            | Уильям Ноулз Рёдзи Ноёри Барри Шарплесс       | Леланд Хартвелл, Тимоти Хант, Пол Нерс                    | Видиадхар Найпол  | ООН Кофи Аннан              | Джордж Акерлоф, Майкл Спенс, Джозеф Стиглиц |
| 2002 | Раймонд Дэвис мл. Масатоси Косиба                                     | Джон Фенн Коити Танака                        | Сидней Бреннер, Роберт Хорвиц, Джон Салстон               | Имре Кертес       | Джимми Картер               | Даниэль Канеман, Вернон Смит                |
| 2002 | Риккардо Джаккони                                                     | Курт Вютрих                                   | Сидней Бреннер, Роберт Хорвиц, Джон Салстон               | Имре Кертес       | Джимми Картер               | Даниэль Канеман, Вернон Смит                |
| 2003 | Алексей Алексеевич Абрикосов Виталий Лазаревич Гинзбург Энтони Леггет | Питер Агре                                    | Пол Лотербур, Питер Мэнсфилд                              | Джон Кутзее       | Ширин Эбади                 | Роберт Энгл                                 |
| 2003 | Алексей Алексеевич Абрикосов Виталий Лазаревич Гинзбург Энтони Леггет | Родерик Маккинон                              | Пол Лотербур, Питер Мэнсфилд                              | Джон Кутзее       | Ширин Эбади                 | Клайв Грэнджер                              |
| 2004 | Дэвид Гросс Дэвид Политцер Фрэнк Вильчек                              | Аарон Чехановер Аврам Гершко Ирвин Роуз       | Ричард Эксел, Линда Бак                                   | Эльфрида Елинек   | Вангари Маатаи              | Финн Кидланд, Эдвард Прескотт               |
| 2005 | Рой Глаубер                                                           | Роберт Граббс Ричард Шрок Ив Шовен            | Барри Маршалл, Робин Уоррен                               | Гарольд Пинтер    | МАГАТЭ Мохаммед аль-Барадеи | Роберт Ауман, Томас Шеллинг                 |
| 2005 | Джон Холл Теодор Хенш                                                 | Роберт Граббс Ричард Шрок Ив Шовен            | Барри Маршалл, Робин Уоррен                               | Гарольд Пинтер    | МАГАТЭ Мохаммед аль-Барадеи | Роберт Ауман, Томас Шеллинг                 |
| 2006 | Джон Мазер Джордж Смут                                                | Роджер Корнберг                               | Эндрю Файер, Крейг Мелло                                  | Орхан Памук       | Мухаммад Юнус Grameen Bank  | Эдмунд Фелпс                                |
| 2007 | Альбер Фер Петер Грюнберг                                             | Герхард Эртль                                 | Марио Капекки, Мартин Эванс, Оливер Смитис                | Дорис Лессинг     | Альберт Гор МГЭИК           | Леонид Гурвич, Эрик Мэскин, Роджер Майерсон |
| 2008 | Йоитиро Намбу                                                         | Осаму Симомура Мартин Чалфи Тсьен, Роджер     | Харальд цур Хаузен, Франсуаза Барре-Синусси, Люк Монтанье | Жан-Мари Леклезио | Мартти Ахтисаари            | Пол Кругман                                 |
| 2008 | Макото Кобаяси Тосихидэ Маскава                                       | Осаму Симомура Мартин Чалфи Тсьен, Роджер     | Харальд цур Хаузен, Франсуаза Барре-Синусси, Люк Монтанье | Жан-Мари Леклезио | Мартти Ахтисаари            | Пол Кругман                                 |
| 2009 | Чарльз Куэн Као                                                       | Венкатраман Рамакришнан Томас Стейц Ада Йонат | Элизабет Блэкбёрн, Кэрол Грейдер, Джек Шостак             | Герта Мюллер      | Барак Обама                 | Элинор Остром Оливер Уильямсон              |
| 2009 | Уиллард Бойл Джордж Смит                                              | Венкатраман Рамакришнан Томас Стейц Ада Йонат | Элизабет Блэкбёрн, Кэрол Грейдер, Джек Шостак             | Герта Мюллер      | Барак Обама                 | Элинор Остром Оливер Уильямсон              |

### 2010-е годы
| Год  | Физика                                       | Химия                                                 | Физиология или медицина                   | Литература                              | Премия мира                                          | Экономика                                         |
| ---- | -------------------------------------------- | ----------------------------------------------------- | ----------------------------------------- | --------------------------------------- | ---------------------------------------------------- | ------------------------------------------------- |
| 2010 | Андрей Гейм Константин Новосёлов             | Ричард Хек Эйити Нэгиси Акира Судзуки                 | Роберт Эдвардс                            | Марио Варгас Льоса                      | Лю Сяобо                                             | Питер Даймонд Дэйл Мортенсен Кристофер Писсаридес |
| 2011 | Сол Перлмуттер Адам Рисс Брайан Шмидт        | Дан Шехтман                                           | Жюль Офман Брюс Бётлер                    | Томас Транстрёмер                       | Элен Джонсон-Серлиф Лейма Гбови Тавакуль Карман      | Сарджент, Томас Симс, Кристофер                   |
| 2011 | Сол Перлмуттер Адам Рисс Брайан Шмидт        | Дан Шехтман                                           | Ральф Стайнман посмертно                  | Томас Транстрёмер                       | Элен Джонсон-Серлиф Лейма Гбови Тавакуль Карман      | Сарджент, Томас Симс, Кристофер                   |
| 2012 | Серж Арош Дэвид Уайнленд                     | Роберт Лефковиц Брайан Кобилка                        | Джон Гёрдон Синъя Яманака                 | Мо Янь                                  | Европейский союз                                     | Элвин Рот Ллойд Шепли                             |
| 2013 | Франсуа Энглер Питер Хиггс                   | Мартин Карплус Майкл Левитт Арье Варшель              | Джеймс Ротман Рэнди Шекман Томас Зюдхоф   | Элис Манро                              | ОЗХО                                                 | Шиллер, Роберт Хансен, Ларс Петер Фама, Юджин     |
| 2014 | Исаму Акасаки Хироси Амано Сюдзи Накамура    | Эрик Бетциг Уильям Мёрнер Штефан Хелль                | Джон О’Киф Мей-Бритт Мозер Эдвард Мозер   | Патрик Модиано                          | Малала Юсуфзай Кайлаш Сатьяртхи                      | Жан Тироль                                        |
| 2015 | Кадзита Такааки Артур Макдональд             | Пол Модрич Томас Линдал Азиз Санджар                  | Уильям Кэмпбелл Сатоси Омура Юю Ту        | Светлана Алексиевич                     | Квартет национального диалога в Тунисе               | Энгус Дитон                                       |
| 2016 | Дэйвид Таулесс Данкан Холдейн Джон Костерлиц | Жан-Пьер Соваж Бернард Феринга Джеймс Фрезер Стоддарт | Ёсинори Осуми                             | Боб Дилан                               | Хуан Мануэль Сантос                                  | Оливер Харт Бенгт Хольмстрём                      |
| 2017 | Райнер Вайсс Барри Бэриш Кип С. Торн         | Жак Дубоше Иоахим Франк Ричард Хендерсон              | Джеффри Холл Майкл Росбаш Майкл Янг       | Кадзуо Исигуро                          | Международная кампания за запрещение ядерного оружия | Ричард Талер                                      |
| 2018 | Артур Эшкин Жерар Муру Донна Стрикленд       | Фрэнсис Арнольд Джордж П. Смит Грегори Уинтер         | Джеймс Эллисон Тасуку Хондзё              | Ольга Токарчук (присуждена в 2019 году) | Дени Муквеге Надя Мурад                              | Уильям Нордхаус Пол Ромер                         |
| 2019 | Джим Пиблс Мишель Майор Дидье Кело           | Джон Гуденаф Стэнли Уиттингем Акира Ёсино             | Уильям Келин Питер Рэтклифф Грегг Семенза | Петер Хандке                            | Абий Ахмед Али                                       | Абхиджит Банерджи Эстер Дюфло Майкл Кремер        |

1. ↑  Лю Сяобо в момент присуждения ему Нобелевской премии находился под арестом[28].
2. ↑  Был нарушен устав Нобелевского комитета, разрешающий вручать премии только живым на момент объявления о присуждении премии (что было принято в 1974 году). По решению Нобелевского комитета Ральф Стайнман был награждён Нобелевской премией посмертно, поскольку на момент вручения премии Нобелевский комитет считал лауреата живым[28][46][47].

### 2020-е годы
| Год  | Физика                                        | Химия                                               | Физиология или медицина                     | Литература       | Премия мира                                                    | Экономика                                      |
| ---- | --------------------------------------------- | --------------------------------------------------- | ------------------------------------------- | ---------------- | -------------------------------------------------------------- | ---------------------------------------------- |
| 2020 | Роджер Пенроуз Райнхард Генцель Андреа Гез    | Эммануэль Шарпантье Дженнифер Даудна                | Алтер Харви Джеймс Майкл Хаутон Чарльз Райс | Луиза Глюк       | Всемирная продовольственная программа                          | Пол Милгром Роберт Уилсон                      |
| 2021 | Джорджо Паризи Сюкуро Манабэ Клаус Хассельман | Дэвид Макмиллан Беньямин Лист                       | Дэвид Джулиус Ардем Патапутян               | Абдулразак Гурна | Мария Ресса Дмитрий Муратов                                    | Дэвид Кард Джошуа Дэвид Ангрист Гвидо Имбенс   |
| 2022 | Ален Аспе Джон Клаузер Антон Ца́йлингер        | Каролин Рут Бертоцци Мортен Мельдаль Ба́рри Ша́рплесс | Сванте Паабо                                | Анни Эрно        | Алесь Беляцкий Мемориал (организация) Центр гражданских свобод | Бен Бернанке Дуглас Даймонд Филип Дибвиг       |
| 2023 | Пьер Агостини Ференц Краус Анн Льюйе          | Мунги Бавенди Луис Брюс Алексей Екимов              | Каталин Карико Дрю Вайсман                  | Юн Фоссе         | Наргиз Мохаммади                                               | Клаудия Голдин                                 |
| 2024 | Джон Хопфилд Джеффри Хинтон                   | Дэвид Бейкер Демис Хассабис Джон Джампер            | Виктор Эмброс Гэри Равкан                   | Хан Ган          | Нихон Хиданкё                                                  | Дарон Аджемоглу Саймон Джонсон Джеймс Робинсон |